# Michael R. Hayden
Michael Reuben Hayden (* 1951 in Kapstadt) ist ein kanadischer Mediziner und Genetiker, der für die Erforschung der Erbkrankheit Chorea Huntington und ihrer Genetik bekannt ist sowie für andere Erbkrankheiten, besonders von Gendefekten bei Störungen des Fettstoffwechsels.

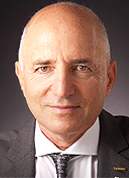
Michael Hayden

## Leben
Hayden studierte Medizin an der Universität Kapstadt mit dem Abschluss 1975 und wurde dort 1979 in Genetik promoviert. Danach war er zur Facharztausbildung (Innere Medizin, Medizinische Genetik) an der Harvard Medical School und war Arzt am Boston Children’s Hospital. 1983 ging er als Professor an die University of British Columbia, an der er Killam Professor für Medizinische Genetik ist und Inhaber eines Canada Research Chair in Humangenetik und Molekularer Medizin. Er ist Gründer und Direktor des Centre for Molecular Medicine and Therapeutics in Vancouver und mit dem Child & Family Research Institute des British Columbia Children’s Hospital verbunden.

## Werk
1998 lokalisierte er gleichzeitig mit der Gruppe von Gerd Schmitz das Gen für ABCA 1, das in mutierter Form die Tangier-Krankheit auslöst und das für ein Transportprotein von Cholesterin aus der Zelle kodiert, dessen Störung zu einer niedrigeren HDL-Konzentration im Blutserum führen kann, des Transportproteins von Cholesterin im Blutserum zur Leber. Er fand auch das für die Erbkrankheit von Hyperchylomikronämie (Lipoproteinlipase-Mangel) und entwickelte eine Gentherapie dafür.
Anfang der 1990er Jahre identifizierte er Gendefekte, die für Chorea Huntington verantwortlich sind (die Krankheit war schon Gegenstand seiner Dissertation und eines daraus entstandenen Buches, das 1981 erschien). 2001 fand er, dass bei Chorea Huntington ein Protein (Huntingtin) des Nervensystems mutiert ist, das für die Transkription eines Nervenwachstumsfaktors (BDNF) nötig ist, der wiederum für die Erhaltung der Nerven im Striatum wichtig ist, die bei Mangel an BDNF absterben. 2006 entdeckte er an Studien am Mausmodell, dass die Blockade des Enzyms Caspase 6 die juvenile das Fortschreiten der Entwicklung von Chorea Huntington verhindert, was ein möglicher Therapieansatz ist. Aufgrund der Entdeckung der Ursache in mutiertem Huntingtin sind mehrere Medikamente in der Entwicklungsphase (2015) und Hayden und Kollegen entwickelten 2015 einen Test, das die Konzentration des schädlichen mutierten Proteins in Patienten anzeigt.
Er erforscht auch die genetische Basis der Entwicklung von schweren Nebenwirkungen auf Medikamente bei Kindern.
Er ist wissenschaftlicher Direktor des Translation Laboratory für medizinische Genetik in Singapur und leitender Wissenschaftler (Chief Scientific Officer und zuständig für globale Forschung und Entwicklung) von Teva Pharmaceutical Industries, einem führenden Hersteller für Generika mit Sitz in Israel. Er gründete selbst drei Startups: Xenon Genetics (mit dem ersten zugelassenen Gen-Therapeutikum Glybera), NeuroVir und Aspreva Pharmaceuticals (2007 für rund 900 Millionen Dollar verkauft). Er ist seit seiner Gründung 1990 Leiter des Canada Genetic Disease Network.

## Mitgliedschaften und Ehrungen
Er ist Fellow der Royal Society of Canada (1995) und der Canadian Academy of Health Sciences, ist Mitglied des Order of Canada (2010) und des Order of British Columbia (2009). 2008 wurde er Medizinforscher des Jahres (Health Researcher of the Year) der Canadian Institutes of Health Research und 2011 erhielt er den Gairdner Foundation Wightman Award. 2009 wurde er Ehrendoktor der University of Alberta. 2012 erhielt er die The Diamond Jubilee Medal von Königin Elisabeth II. 2014 wurde er Ehrendoktor der Universität Göttingen. 2017 wird Hayden in die Canadian Medical Hall of Fame aufgenommen.

## Privates
Sein jüdischer Großvater Max Raphael Hahn war ein erfolgreicher Geschäftsmann in Göttingen und hatte eine große Judaica Sammlung, die von den Nationalsozialisten 1938 bei der Reichspogromnacht beschlagnahmt wurde und verschollen ist. Die Großeltern wurden 1941 nach Riga deportiert und dort ermordet. Sein Vater Rudolf Hahn wanderte nach Kapstadt aus und wechselte den Namen zu „Roger Hayden“.
Hayden bemühte sich um die Lokalisierung und Restitution der herausragenden Judaica-Sammlung seines Großvaters und gab 2011 einen Katalog über sie in Auftrag. 2019 zeigt das Vancouver Holocaust Education Centre eine Ausstellung zur Geschichte der Familie und ihrer Sammlung.
Michael R. Hayden ist verheiratet und hat vier Kinder.

## Schriften
- Huntington’s chorea. Springer, 1981
- mit anderen: Loss of huntingtin-mediated BDNF gene transcription in Huntington’s Disease. In: Science, Band 293, 2001, S. 493–498, PMID 11408619
- mit anderen: The relationship between trinucleotide repeat length (CAG) and clinical features of Huntington disease. In: Nature Genetics, Band 4, S. 398–403, PMID 8401589
- mit anderen: A YAC mouse model for Huntington’s disease with full-length mutant huntingtin, cytoplasmic toxicity, and selective striatal neurodegeneration. In: Neuron, Band 23, 1999, S. 181–192, PMID 10402204